# مزایجان (بوانات)
مزایجان شهری از توابع بخش مزایجان شهرستان بوانات در استان فارس و پایتخت گردوی جنوب ایران می‌باشد.
بالاترین سطح را از نظر پوشش گیاهان میوه سردسیری درجنوب کشور دارا می‌باشد. این شهر به وسعت حدود ۹٫۵ کیلومترمربع دارای  ۳٬۵۶۷ تن جمعیت است. مزایجان در سال ۱۳۹۷ به عنوان یک شهر پذیرای توریست‌های خارجی مبدل شد. از اماکن دیدنی این شهر: چشمه پیرکدو، جویبار مزایجان، جنگل (باغات) گردو می‌باشد. 

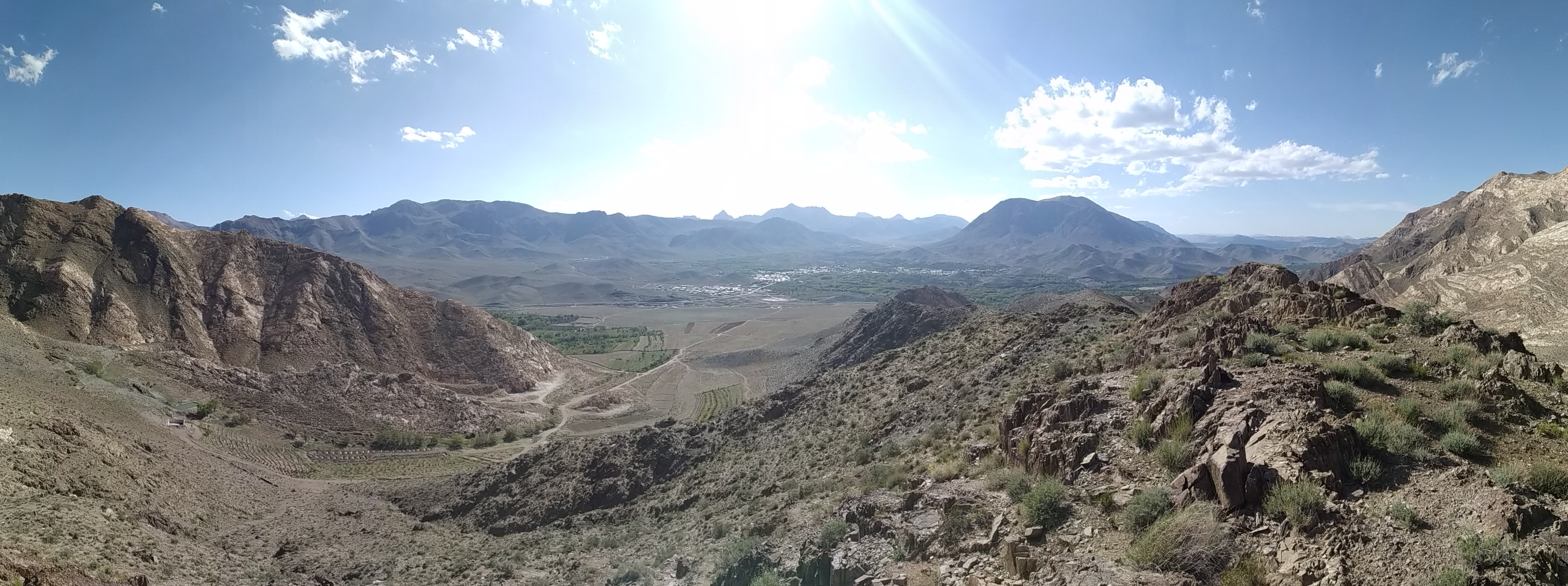
سراسر نمای مزایجان

## مکان‌های دیدنی و محصولات
شهر مزایجان دارای مکان‌های دیدنی متعددی است که چشمه پیرکدو بیشتر از بقیه معروف است. مزایجان شهرت خود را به دلیل طبیعت بسیار زیبایش یافته جاذبه‌های طبیعی مزایجان عبارتند از: باغات قنات؛ باغات بیده؛ باغات سرنجان؛ بند بیده؛ دزدو؛ بُدُره؛ رودخانه مزایجان؛ باغات چُغا  ابسر گوئیمک و ...

## محله‌ها
مزایجان دارای چند محله است که می‌توان از آنها محله ملایی ، محله محمد زمانی؛ محله گودابدال؛ شیده؛ سرچشمه (محلی: آسیو کلو) و رنگرزی را نام برد

## موقعیت جغرافیایی
مزایجان در بخش مزایجان شهرستان بوانات واقع شده‌است. از طرف غرب به کوه‌های تنگ پودونی ای و سراسپید و از طرف شرق روستاهای کرخنگان و توتک از توابع شهرستان مروست استان یزد و از طرف جنوب به شهرستان سرچهان و از طرف شمال به روستای مهدیه و کوه‌های خالشت محدود است.